# ГЕС Куттіяді
ГЕС Куттіяді (Kuttiyadi) — гідроелектростанція на півдні Індії у штаті Керала, споруджена на однойменній річці, яка дренує західний схил Західних Гатів та впадає в Лаккадівське море за три десятки кілометрів на північ від Кожикоде.
У межах проєкту у верхів'ї Куттіяді спорудили греблю Каккаям висотою 40 метрів та довжиною 229 метрів, яка потребувала 34 тис. м3 матеріалу. Вона утримує водосховище з корисним об'ємом 34 млн м3 та можливим коливанням рівня поверхні в операційному режимі між позначками 738 та 758 метрів НРМ. Звідси накопичений ресурс через прокладений у правобережному гірському масиві дериваційний тунель подається до розташованого за 2,5 км машинного залу, який в 1972 році обладнали трьома турбінами типу Пелтон потужністю по 25 МВт, котрі при напорі до 658 метрів (номінальний напір 643 метри) забезпечували виробництво 268 млн кВт·год електроенергії на рік. Відпрацьована вода по відвідному каналу довжиною 0,9 км потрапляла до водосховища Куттіяді, створеного греблею Peruvannamuzhi.
У 2001 році ввели в експлуатацію другу чергу у складі однієї турбіни того ж типу потужністю 50 МВт, яка збільшила генерацію на 75 млн кВт·год електроенергії на рік за рахунок використання ресурсу під час сезону мусонів.

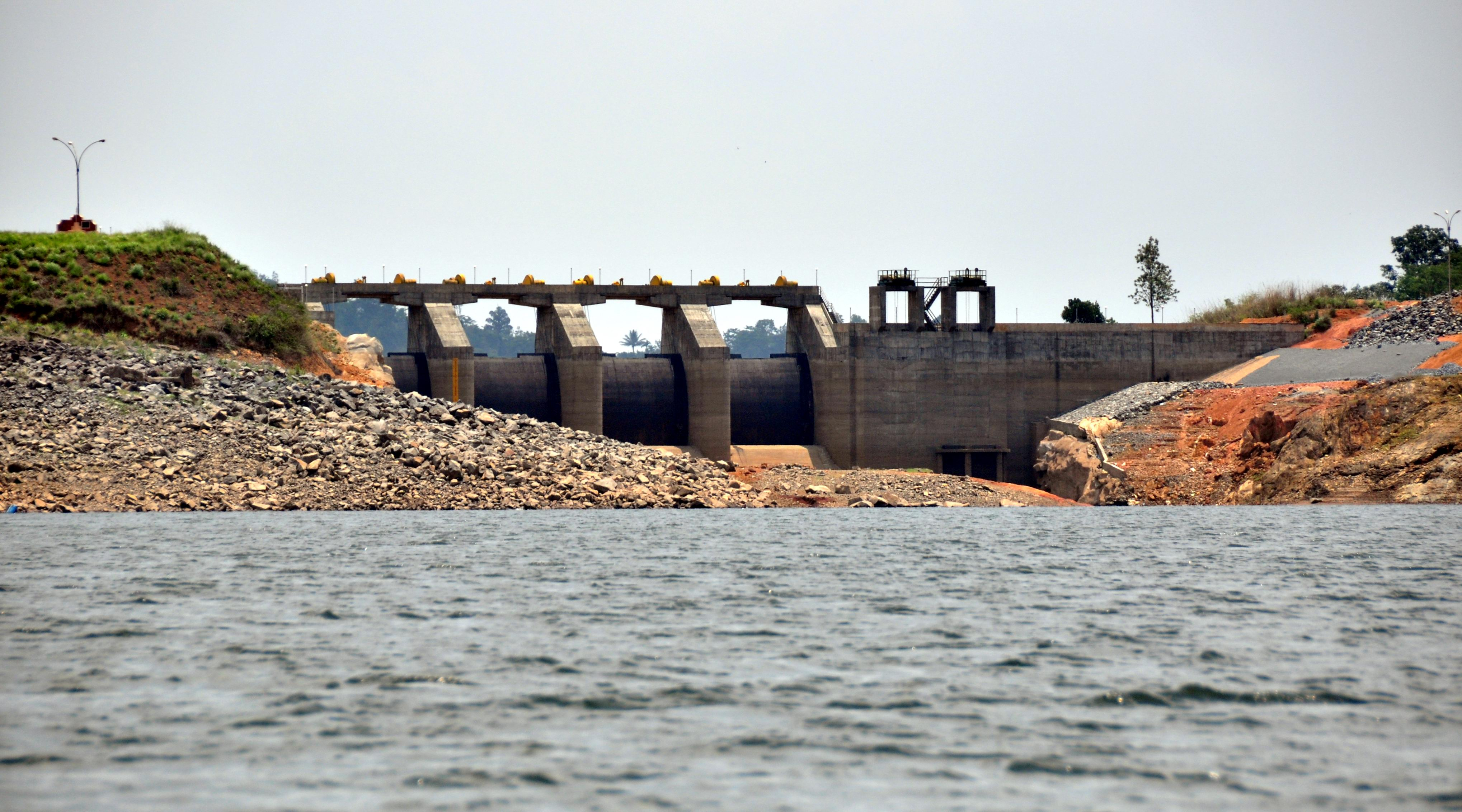
Гребля Банасурасагар

А у 2004-му організували перекидання до сховища додаткового ресурсу, який збирається за допомогою греблі Банасурасагар. Це земляна споруда висотою 38 метрів та довжиною 628 метрів, що потребувала 2 млн м3 матеріалу, перекрила річку Panamarampuzha, праву притоку Кабіні, яка, своєю чергою, є правою притокою Кавері (кількома рукавами впадає у Бенгальську затоку за пів сотні кілометрів на південь від Пудучеррі, на протилежному від Керали березі півострова Індостан). Разом з кількома допоміжними греблями вона утримує водосховище площею поверхні 12,8 км2 та корисним об'ємом 209 млн м3, в якому можливе нормальне коливання рівня поверхні між позначками 755 та 776 метрів НРМ. З нього за допомогою тунелю довжиною 4,7 км вода може потрапляти через водорозділ до сточища Куттіяді.
Поява додаткового ресурсу дозволила у 2010-му запустити третю чергу у складі двох турбін типу Пелтон потужністю по 50 МВт, які при номінальному напорі 625 метрів забезпечують проєктне виробництво на рівні 223 млн кВт·год електроенергії на рік.
У 2010—2015 роках виробництво всіх трьох черг разом становило від 501 до 842 млн кВт·год.
Видача продукції відбувається по ЛЕП, розрахованих на роботу під напругою 110 кВ.